# Pelochyta bicolor
Pelochyta bicolor là một loài bướm đêm thuộc phân họ Arctiinae, họ Erebidae.